# Puchar Polski w piłce nożnej kobiet, 2006/07, grupa kujawsko-pomorska
Puchar Polski kobiet w piłce nożnej w sezonie 2006/07, grupa: kujawsko-pomorska
I runda - 6 września 2006
Klub Brda Bydgoszcz miał wolny los.
Pomowiec-Victoria Kijewo Królewskie - Tęcza Osiek nad Wisłą 0:12
Finał - 24 września 2006
Brda Bydgoszcz - Tęcza Osiek nad Wisłą 9:2